# Nohea
Nohea — рід грибів родини Halosphaeriaceae. Назва вперше опублікована 1991 року.

## Класифікація
Згідно з базою MycoBank до роду Nohea відносять 3 офіційно визнаних види:
- Nohea delmarensis
- Nohea spinibarbata
- Nohea umiumi

## Синоніми
Nohea delmarensis має також синонім з цієї ж родини  -  Naufragella delmarensis Kohlm. & Volkm.-Kohlm.
Nohea spinibarbata також має синонім з цієї ж родини та роду - Naufragella spinibarbata (Jørg.Koch) Kohlm. & Volkm.-Kohlm.